# Лејксајд (Орегон)
Лејксајд (енгл. Lakeside) град је у америчкој савезној држави Орегон.

## Демографија
По попису из 2010. године број становника је 1.699, што је 328 (23,9%) становника више него 2000. године.
| Група             | 2000.         | 2010.         |
| Белци             | 1.268 (92,5%) | 1.575 (92,7%) |
| Афроамериканци    | 2 (0,1%)      | 5 (0,3%)      |
| Азијати           | 6 (0,4%)      | 4 (0,2%)      |
| Хиспаноамериканци | 35 (2,6%)     | 55 (3,2%)     |
| Укупно            | 1.371         | 1.699         |